# Lionell Spruill
Lionell Spruill (* 28. Dezember 1946 in South Norfolk, Virginia) ist ein US-amerikanischer Politiker (Demokratische Partei). Seit 2016 ist er Senator im Senat von Virginia und vertritt dort den 5. Distrikt.

## Leben
Spruill wurde 1946 in South Norfolk, Virginia geboren und war eines von 15 Kindern seiner Familie. Er besuchte die Carver High School. Später arbeitete er bei Bell Atlantic als Central Office Technician. 
1988 wurde er in das Chesapeake City Council gewählt und gehörte diesem bis 1994 an, nachdem er in das Repräsentantenhaus von Virginia gewählt wurde. Spruill gehörte diesem wiederum von 1994 bis 2016 an. Seit 2016 ist er Senator im Senat von Virginia und vertritt dort den 5. Distrikt, nachdem der bisherige Senator Kenneth C. Alexander Bürgermeister von Norfolk wurde.
Die Norfolk State University verlieh ihm die Ehrendoktorwürde. Spruill ist Vater von einer Tochter und drei Söhnen.